# Kanton Châteaubourg
Der Kanton Châteaubourg war von 1790 bis 2015 ein französischer Wahlkreis im Arrondissement Fougères-Vitré, im Département Ille-et-Vilaine und in der Region Bretagne; sein Hauptort war Châteaubourg. 

## Geschichte
Der Kanton entstand am 15. Februar 1790. Von 1801 bis 1840 gehörten zehn, 1840 bis 1972 neun, 1973 sieben und 1974–2015 sechs Gemeinden zum Kanton Châteaubourg. Die Zahl der Gemeinden sank wegen Fusionen, das Kantonsgebiet hatte aber von 1801 bis 2015 immer denselben Umfang. Mit der Neuordnung der Kantone in Frankreich wurde der Kanton 2015 aufgelöst und die Gemeinden wechselten zu anderen Kantonen.

## Lage
Der Kanton lag im östlichen Zentrum des Départements Ille-et-Vilaine. 

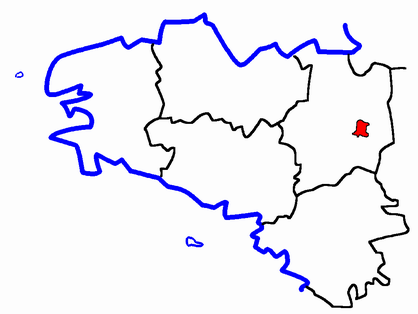
Lage des Kantons Châteaubourg innerhalb der Bretagne

## Gemeinden
| Gemeinde               | Bretonisch          | Einwohner (2022) | Fläche (km²) | Code postal | Code Insee |
| ---------------------- | ------------------- | ---------------- | ------------ | ----------- | ---------- |
| Châteaubourg           | Kastell-Bourc'h     | 7.523            | 28.60        | 35220       | 35068      |
| Domagné                | Dovanieg            | 2.439            | 29.00        | 35113       | 35096      |
| Louvigné-de-Bais       | Louvigneg-Baez      | 1.874            | 15.37        | 35680       | 35161      |
| Ossé                   | Oc'heg              | 1.189            | 8.99         | 35410       | 35209      |
| Saint-Didier           | Sant-Ider           | 2.030            | 14.14        | 35220       | 35264      |
| Saint-Jean-sur-Vilaine | Sant-Yann-ar-Gwilen | 1.376            | 10.73        | 35220       | 35283      |
| Kanton                 | Kastell-Bourc'h     | 14.427           | 106.83       | -           | 3506       |

## Bevölkerungsentwicklung
| 1962 | 1968 | 1975 | 1982 | 1990 | 1999   | 2006   | 2012   |
| ---- | ---- | ---- | ---- | ---- | ------ | ------ | ------ |
| 6467 | 6553 | 6887 | 8227 | 9199 | 10.841 | 12.937 | 14.427 |

## Politik
Der Kanton hatte bis zu seiner Auflösung folgende Abgeordnete im Rat des Départements:  
| Vertreter im conseil général des Départements | Vertreter im conseil général des Départements | Vertreter im conseil général des Départements |
| Amtszeit                                      | Name                                          | Partei                                        |
| --------------------------------------------- | --------------------------------------------- | --------------------------------------------- |
| 1945–1962                                     | Félix Bobille                                 | DVD                                           |
| 1962–1967                                     | Charles Martin                                | DVD                                           |
| 1967–1992                                     | André David                                   | DVD                                           |
| 1992–1998                                     | Paul Lemoine                                  | DVD                                           |
| 1998–1999                                     | Jacques Bobille                               | DVD                                           |
| 1999–2011                                     | Michel Pigeon                                 | UDF-AC                                        |
| 2011–2015                                     | Bernard Renou                                 | DVD                                           |